# John Abernethy (chirurg)

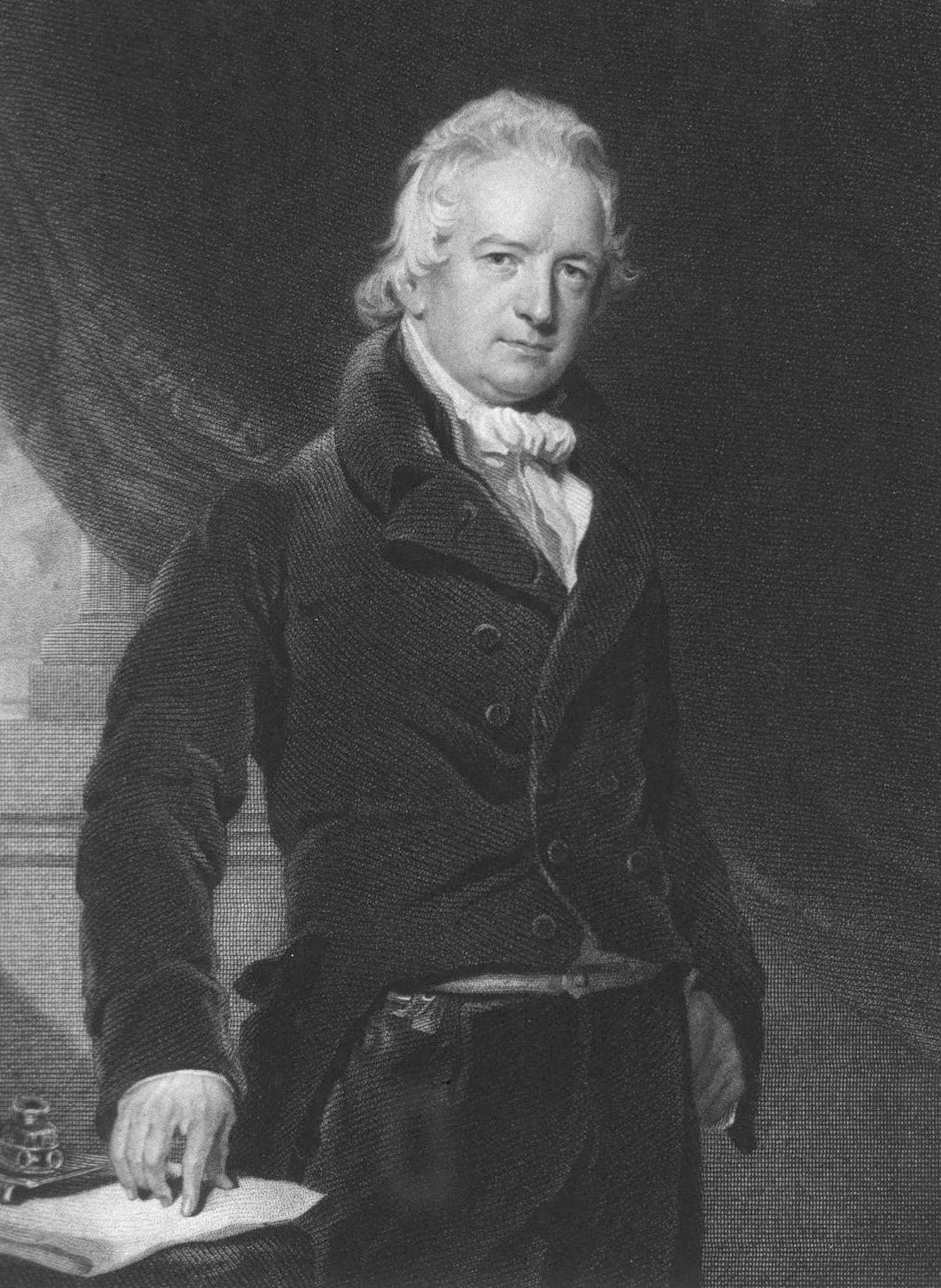
John Abernethy

John Abernethy (ur. 3 kwietnia 1764, zm. 20 kwietnia 1831) – angielski chirurg, anatom, był wnukiem Johna Abernethego – duchownego.
Urodził się w Londynie, gdzie jego ojciec był kupcem. Nauki pobierał w Wolverhampton a jego opiekunem był sir Charles Blicke – chirurg ze szpitala św. Bartłomieja w Londynie. Uczęszczał na wykłady z anatomii sir Williama Blizarda w szpitalu londyńskim i asystował mu przy pokazach praktycznych. Brał także udział w zajęciach prowadzonych przez Percivalla Potta w szpitalu św. Bartłomieja jak również był słuchaczem Johna Huntera (chirurga). Po rezygnacji Potta miejsce po nim zajął jego asystent Charles Blicke, a Abernethy został jego asystentem w 1787 roku.
Abernethy zaczął dawać wykłady w swoim domu w Bartholomew Close, na które chodziło tak wielu słuchaczy, że kierownik szpitala wybudował nowe audytorium a Abernethy stał się założycielem szkoły medycznej im. Św. Bartłomieja. Asystentem chirurga był przez 28 lat aż do 1815, kiedy to został wybrany na głównego chirurga. Przedtem jednak został mianowany na wykładowcę anatomii w królewskiej szkole chirurgicznej w 1814. Abernethy nie był wielkim praktykiem ale literatura przypisuje mu sposób na leczenie tętniaków przez podwiązanie tętnicy biodrowej.
Jego książka pt. "Obserwacje chirurgiczne związane z przyczynami i leczeniem chorób wewnętrznych" z 1809 znana jako "Moja książka" była pierwszą, która stała się jedną z najbardziej poczytnych w naukach medycznych. Przy czym jej odbiorcami byli nie tylko profesjonaliści ale także zwykli pacjenci. Dzięki temu zyskał on sobie przydomek "Doktor – Moja Książka". Twierdził, że choroby wewnętrzne są często spowodowane przez rozregulowane organy odpowiadające za trawienie a mogą być leczone przez odpowiednią dietę. Jako wykładowca był osobą niezwykle popularną, która przyciągała na swoje wykłady liczne rzesze studentów. Natomiast w swojej działalności zawodowej był często arogancki i traktował swoich pacjentów z poczuciem wyższości.
W 1827 zrezygnował z posady w szpitalu św. Bartłomieja. Zmarł w swojej posiadłości w Enfield. Jego dzieła zebrane zostały wydane w 1830. Autobiografia "Wspomnienia Johna Abernethego" została opublikowana w 1853 przez George'a MacIlwaina.